# Vitis zhejiang-adstricta
Vitis zhejiang-adstricta — вид ліан з родини Виноградові (Vitaceae). Зростає біля долинних струмків, на висоті від 600 до 700 метрів над рівнем моря. Ендемік для Китаю (провінція Чжецзян).

## Опис
Гілки тонкі, шипуваті, інколи розлогі. Листки прості, розміром від 3 до 5 см. Вусики роздвоєні, листоподібні. Черешок слабоопушений, від 2 до 4 см. Квітконіжка гола, від 2 до 3 мм. Листкова пластинка яйцевидна, від 3 до 6 см завдовжки та від 3 до 5 см завширшки. Ягода куляста, від 6 до 8 мм в діаметрі.